# Lepturges umbrosus
Lepturges umbrosus là một loài bọ cánh cứng trong họ Cerambycidae.